# 熊谷ジェイコブス晶
ジェイコブス 晶こと熊谷 ジェイコブス 晶（くまがい ジェイコブス あきら、2004年4月13日 - ）は、日本のバスケットボール選手。神奈川県横須賀市出身。ポジションはシューティングガードまたはスモールフォワード。ハワイ大学に所属している。

## 来歴
神奈川県横須賀市で生まれる。父親はアメリカ人、母親は日本人。家庭の事情で生後間もなく渡米し、バスケットボール好きの母親の影響で4歳ごろから競技を始めた。米国では、ユースや高校のチームでプレーしていたが、新型コロナウイルスの影響により、高校がロックアウトしたことで、バスケットボールを続ける事が難しくなったこともあり、プレーできる環境を求めて、2020年12月に帰国した。祖母の住む神奈川県横浜市戸塚区南舞岡で、東京渋谷にある米ワシントン州私立高校の通信制サポート校に在籍しながら、同地区で活動するBリーグのプロバスケットボールチーム横浜ビー・コルセアーズのトライアウトを受験し、2021年1月に横浜ビー・コルセアーズのU18ユースチームに加入した。2021年8月にはトップチームのトレーニングキャンプに参加し、9月にはトップチームとの特別指定選手契約を交わした。横浜ビー・コルセアーズでの登録名はジェイコブス晶となる。B1リーグ史上最年少17歳5ヶ月11日での入団で、2021-22シーズンはU18ユースチームでの活動も兼任する。
2021年11月13日の（宇都宮ブレックス）戦でトップチームで初出場を果たした。17歳7カ月0日でのB1リーグ戦出場はハーパージャンジュニア（当時、琉球）を抜く当時リーグ史上最年少記録であった（2021年11月30日に内藤耀悠（北海道）が更新）。2022年2月3日の（サンロッカーズ渋谷）戦で初得点。17歳9カ月20日でのB1リーグ戦得点も当時リーグ史上最年少記録であった（2022年12月24日に今西優斗（名古屋）が更新）。
2022年2月、横浜ビー・コルセアーズU18チームの一員として出場したB.LEAGUE U18 INTERNATIONAL CUP 2022代替大会で優勝、ジェイコブス晶は大会MIPに選出された。3月、オーストラリアで開催されたNBA Global Academyトライアウトに参加した。
2023年7月、ビッグ・ウェスト・カンファレンスのハワイ大学への入学が発表された。
2024年パリオリンピックのバスケットボール男子日本代表に選出。20歳3カ月での選出は、メンバー中では、最年少の選出となる。
2025年4月、アトランティック10カンファレンスのフォーダム大学へ転校した。

## 経歴
Adams Middle School - Redondo Union Highschool - Dymally Highschool - 東京インターハイスクール(横浜U18) - 横浜ビー・コルセアーズ - オーストラリアNBAグローバルアカデミー - ハワイ大学

## 人物

### バスケットボールプレイヤーとしての特徴
- 横浜ビー・コルセアーズユースチーム 白澤卓ヘッドコーチによるコメントでは、サイズがありながらもボールハンドリングの技術もあり、特にアウトサイドシュートを得意とした選手である。[12]

### その他
- 横浜ビー・コルセアーズのユースチームトライアウトは、横浜でバスケができるチームをウェブ検索して申し込みを行った。エントリーシートに身長2メートルで、ポジションはポイントガードと記入したところ、ユースチームのコーチは疑ってかかったが、トライアウト当日に本人の体格とプレーを見て、はじめて本当だと驚いた。[13]

- 横浜ビー・コルセアーズの選手紹介

2021-22 ｢ピーキーすぎるぜ! Miracle Seventeen! アキラキラッキー　Magical Crystal｣

## 個人記録
| シーズン   | チーム | GP | GS | MPG | FG%  | 3P%  | FT%  | RPG | APG | SPG | BPG | TO  | PPG |
| ---------- | ------ | -- | -- | --- | ---- | ---- | ---- | --- | --- | --- | --- | --- | --- |
| B1 2021-22 | 横浜   | 4  | 0  | 1.8 | .667 | .207 | 1.00 | -   | 0.2 | 0.0 | 0.2 | 0.0 | 1.2 |